# Anivorano Mitsinjo
Anivorano Mitsinjo è una città e comune del Madagascar situata nel distretto di Bekily, regione di Androy. 
La popolazione del comune rilevata nel 2001 era pari a 900 unità.